# The Unhealer - Il potere del male
The Unhealer è un film del 2020 diretto da Martin Guigui.
Il film è stato presentato in anteprima nel Regno Unito il 9 ottobre 2020 al Grimmfest International Festival of Fantastic Film.

## Trama
La madre di Kelly, ragazzo affetto da un grave disturbo alimentare che lo costringe a letto, si rivolge al guaritore Pflueger affinché compia un rituale di guarigione sul figlio. Qualcosa però nel rituale va storto, Pflueger muore e Kelly, guarito dalla sua malattia, entra in possesso dei poteri soprannaturali dell'uomo.
Quando scopre che ogni ferita che subisce guarisce immediatamente, Kelly, sentendosi invincibile, si propone di conquistare il cuore di Dominique, la ragazza di cui è innamorato. I bulli della scuola decidono di fare al ragazzo uno scherzo molto pesante che avrà tragiche ripercussioni e scatenerà la sanguinosa vendetta di Kelly.

## Distribuzione
Presentato in anteprima nel Regno Unito al Grimmfest International Festival of Fantastic Film il 9 ottobre 2020, il film verrà distribuito negli Stati Uniti direttamente in DVD e Blu-Ray a partire dall'8 giugno 2021.
Anche in Italia il film uscirà direttamente in DVD il 14 luglio 2021 edito dalla Blue Swan.

## Riconoscimenti
- 2020 - Studio City Film Festival[1]
  - Miglior film di fantascienza
- 2021 - Berlin Independent Film Festival[1]
  - Miglior film di fantascienza
- 2021 - Chandler International Film Festival[1]
  - Miglior attore
  - Miglior film dell'Arizona
- 2021 - New York City International Film Festival[1]
  - Miglior film
  - Miglior regia
  - Miglior attrice
  - Miglior attore
  - Miglior attrice non protagonista
  - Miglior attore non protagonista
  - Nomination Miglior fotografia
- 2021 - Vancouver Independent Film Festival[1]
  - Nomination Miglior film di fantascienza